# Ian Anderson
Ian Scott Anderson (Dunfermline, 10 agosto 1947) è un polistrumentista, compositore e cantautore britannico. È noto per essere il cantante, flautista, chitarrista acustico, principale compositore e leader del gruppo rock progressivo Jethro Tull, di cui è stato anche fondatore. Ha all'attivo anche una carriera solista.

## Biografia
Scozzese di nascita, cresciuto nella capitale Edimburgo, nel 1959 si spostò con la famiglia a Blackpool, in Inghilterra, dove ebbe un'educazione tradizionale alla Blackpool Grammar School, per proseguire con studi artistici al Blackpool College of Art dal 1964 al 1966.
Da ragazzo Anderson lavorò presso un negozio di Blackpool e poi come venditore in una edicola. Ha poi raccontato che fu leggendo le copie di Melody Maker e del NME, durante la pausa pranzo, che gli venne l'ispirazione di suonare in una band.
Nel 1963 formò The Blades con alcuni compagni di scuola: Barriemore Barlow (batteria), John Evan (tastiere), Jeffrey Hammond (basso) e Michael Stephens (chitarra). Era una band soul e blues, con Anderson alla voce e armonica a bocca, non ancora con il suo celebre flauto.

### Jethro Tull
Nel 1965, il gruppo si era allargato e trasformato in John Evan Smash, ma durò solo un paio di anni. Nel frattempo Anderson si era trasferito a Luton dove incontrò il batterista Clive Bunker e il chitarrista e cantante Mick Abrahams della band blues McGregor's Engine. Insieme a Glenn Cornick, il bassista che aveva conosciuto tramite John Evan, creò la prima formazione del gruppo di cui resterà leader per più di 40 anni, i Jethro Tull.
La carriera di Anderson è sempre stata caratterizzata da un'immagine fortemente distintiva sulla scena, che è stata spesso in contrasto con una diffusa cultura della musica rock. Mentre abitualmente ha tratto ispirazione dal folklore inglese, in tempi diversi da elementi stilistici del giullare medievale, menestrello elisabettiano, signorotto di campagna inglese o proprietario terriero scozzese, altre volte è apparso come un astronauta, motociclista, pirata o vagabondo. Il suo personaggio ha spesso comportato un elevato grado di auto-parodia.
Oltre che cantante solista, Anderson è un polistrumentista eccezionale. Negli album dei Jethro Tull Anderson ha suonato occasionalmente una varietà di altri strumenti, tra cui armonica a bocca, chitarra elettrica, basso, sassofono, tastiere, percussioni, organo Hammond, trombone e violino.
Come egli stesso ha narrato in svariate interviste e nell'introduzione al video Nothing Is Easy: Live at the Isle of Wight, da giovane e volenteroso musicista autodidatta, dopo aver sentito suonare Eric Clapton in un concerto, decise di non dedicarsi ad un solo strumento ma a più d'uno, in quanto si disse che non sarebbe mai stato all'altezza del chitarrista inglese, così scambiò la sua chitarra elettrica Fender con un flauto traverso (e un microfono) e dopo alcune settimane di esercizio scoprì che poteva suonare abbastanza bene sia in stile rock che blues.
La sua pratica con la chitarra non è andata comunque certo sprecata in quanto ha continuato a suonare la chitarra acustica, utilizzandola sia come melodica sia come strumento ritmico. Così come è estremamente rinomata la sua tecnica di chitarra acustica, altrettanto celebre è il suo approccio in chiave rock/blues al flauto traverso che ha ispirato numerosi altri artisti. Come flautista, Anderson è un autodidatta, e si è in parte ispirato alla tecnica di Roland Kirk. Secondo le note di copertina del primo album dei Tull, This Was, aveva cominciato a suonare il flauto solo pochi mesi prima di incidere il disco.
Un brano particolarmente noto dei Jethro Tull, Bourée, libere ed estrose variazioni da un tema di J.S. Bach, è considerato paradigmatico della sua tecnica.
La sua famosa tendenza a stare su una gamba sola mentre suona il flauto è nata per caso. Come riportato nel video Nothing Is Easy: Live at the Isle of Wight 1970, era stato incline a stare su una gamba mentre suonava l'armonica, tenendo il microfono per stare in equilibrio. Durante lunghe prove al Marquee Club, un giornalista lo descrisse, sbagliando, come in piedi su una gamba sola a suonare un flauto. Decise così di sfruttare questa reputazione, anche se con qualche difficoltà. I suoi primi tentativi sono visibili nel video The Rolling Stones Rock and Roll Circus. Più tardi nel corso degli anni fu sorpreso nel venire a conoscenza delle rappresentazioni iconiche delle varie divinità che suonano il flauto, in particolare Krishna e Cocopelli, che li mostrano in piedi su una gamba sola.
Anderson è autore dei testi e delle musiche della maggior parte dei brani dei Jethro Tull. I suoi testi sono spesso complessi e talvolta affrontano in modo molto diretto e corrosivo temi religiosi (My God), politici e morali, altre volte in stile tongue-in-cheek, tra l'ironico e il sarcastico (Thick as a Brick). In altre occasioni combina i testi con generi che vanno dal folk al mitologico al fantastico, come in Minstrel in the Gallery, Songs from the Wood e The Broadsword and the Beast.
In un'intervista del mese di aprile 2014, in seguito alla pubblicazione del disco solista Homo Erraticus, Anderson annunciò che da quel momento in avanti ogni sua nuova pubblicazione sarebbe uscita con il proprio nome. Nella stessa intervista Anderson dichiarò che i Jethro Tull "sono arrivati praticamente alla fine nel corso degli ultimi 10 anni o giù di lì" ed affermò la sua preferenza nel voler usare il proprio nome per le successive pubblicazioni, essendo il compositore di quasi tutta la musica dei Jethro Tull, sin dal 1968. Tuttavia, nel settembre 2017, Ian Anderson ha annunciato il ritorno del gruppo sulle scene, per celebrare il cinquantesimo anno di attività nel 2018, con un tour e un nuovo album.

### Onorificenze
Nel dicembre del 2007 è stato insignito del titolo di MBE, Membro dell'Impero Britannico.

## Carriera solista

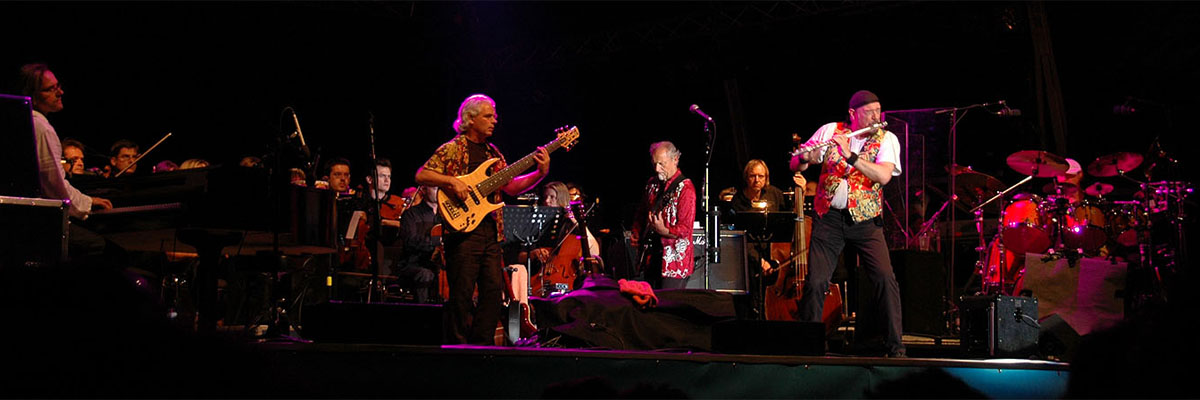
Ian Anderson con l'orchestra a Butzbach (Germania), il 6 giugno 2007

Nel 1983 Ian Anderson riuscì nel suo intento di pubblicare un album solista dal titolo Walk Into Light, nonostante si avvalse dell'indispensabile presenza del tastierista Peter-John Vettese. Effettivamente l'album A venne pensato come un lavoro solista, ma poi non fu così. I fan si aspettavano un disco prevalentemente acustico ma queste attese furono deluse, nel senso che ci si trovò dinanzi ad un album letteralmente dominato dall'elettronica: tastiere, sintetizzatori, sequencer, campionatori e la drum machine, tutti strumenti che vennero poi utilizzati l'anno successivo nell'album Under Wraps. Un lavoro in pieno stile anni ottanta.
Ben 12 anni dopo l'uscita di Walk Into Light venne pubblicato Divinities: Twelve Dances with God (1995).
Il disco fu completamente diverso dalla produzione andersoniana precedente tanto che, se non per l'inconfondibile stile con cui viene suonato il flauto, difficilmente qualcuno avrebbe potuto azzardare che Divinities fosse effettivamente un lavoro di Anderson.
Innanzitutto le 12 tracce furono interamente strumentali. L'idea di quest'album venne avanzata dalla EMI che propose ad Anderson di comporre qualche pezzo per il flauto e qualche altro strumento tipico di un'orchestra. Dapprima egli non sembrò particolarmente convinto, memore dell'esperienza di A Classic Case. Ma la EMI lo incoraggiò suggerendo un album a sfondo religioso e spirituale. Questo smosse Anderson, da sempre interessato a questi argomenti, seppur in senso critico e fu così che, con l'aiuto di Andrew Giddings e Doane Perry (oltre ad altri 7 musicisti della Royal Philharmonic Orchestra di Londra), fu presto confezionato.
All'interno della discografia solista di Anderson, The Secret Language of Birds (2000) fu con ogni probabilità uno dei più acclamati dischi tra i fan. Finalmente venne registrato il tanto agognato album acustico, dopo un'attesa che durava ormai dal lontano 1983, anno di uscita di Walk Into Light. Molti addirittura lamentatorono il fatto che venne pubblicato come album solista e non come un album dei Jethro Tull. Effettivamente per realizzarlo Anderson si avvalse non poco di Andrew Giddings il quale arrivò ad essere anche coautore in diversi brani, oltre a suonare diversi strumenti. Ci furono anche Martin Barre ed il figlio dello stesso Anderson, James Duncan.
Rupi's Dance (2003) venne pubblicato nello stesso periodo in cui uscì l'ultimo disco di Martin Barre, Stage Left. Esso precedette, inoltre, di un solo mese la pubblicazione del Christmas Album, infatti al suo interno è possibile trovare la traccia Birthday Card at Christmas che aprirà poi l'album natalizio.
Il 2005 vide la pubblicazione del primo album solista dal vivo dal titolo Ian Anderson Plays the Orchestral Jethro Tull. Pubblicato in CD e DVD, l'album vide la presenza dell'orchestra di Francoforte, la Neue Philharmonie Frankfurt, diretta da John O'Hara. Il concerto venne registrato a Mannheim nel 2004.
Nel 2012, in occasione del 40º anniversario della pubblicazione di Thick as a Brick il famoso album dei Jethro Tull, Ian Anderson ne pubblicò il sequel, Thick as a Brick 2, a suo nome; ambedue i dischi vennero eseguiti integralmente nel corso di un tour mondiale.
TAAB2 (acronimo del disco) presentò cinque divergenti storie di vite ipotetiche per Gerald Bostock: un avido banchiere, un omosessuale senza fissa dimora, un soldato della guerra in Afghanistan, un predicatore evangelista ipocrita, un "uomo comune" che (sposato e senza figli) gestisce un negozio all'angolo. Alla fine dell'album, però, tutte le cinque possibilità sembrarono convergere in una simile conclusione di cupa o pietosa solitudine.
Il 5 luglio 2013 Ian Anderson annunciò tramite il sito ufficiale dei Jethro Tull la realizzazione di un nuovo album solista. Il disco, un concept album folk-prog-metal dal titolo Homo Erraticus, venne pubblicato il 14 aprile 2014.
Il concept album riprese la storia di Gerald Bostock, il protagonista di Thick as a Brick, raccontando le strane fantasie successive la visita all'Old Library Bookshop nel villaggio di Linwell ed il ritrovamento di un polveroso manoscritto inedito, scritto dallo storico dilettante locale Ernest T. Parritt (1873-1928), dal titolo Homo Erraticus.
Successivamente, nell'agosto 2014, venne pubblicato in CD, blu-ray e DVD, il secondo lavoro solista dal vivo dal titolo Thick as a Brick - Live in Iceland. Il disco è la pubblicazione del concerto che Ian Anderson tenne a Reykjavík (Islanda), nel 2012, tratto dal tour promozionale di TAAB2. Suddiviso in due tempi, Thick as a Brick - Live in Iceland comprese la completa esecuzione di Thick as a Brick (1972) e Thick as a Brick 2 (2012).
A partire dal settembre 2015 Ian Anderson portò in scena la celebrazione della vita di Jethro Tull, l'agronomo e inventore inglese del 1700, da cui prese il nome la band di cui è stato leader dal 1967 al 2011, nel tour mondiale dal titolo Jethro Tull – The Rock Opera. Lo show raccontò la storia della vita dell'originale Jethro Tull, reimmaginata nei tempi moderni ed illustrata con le più note canzoni tratte dal repertorio della rock band Jethro Tull.
Nel 2017 viene pubblicato Jethro Tull - The String Quartets, album orchestrale composto da canzoni dei Jethro Tull eseguite da Ian Anderson al flauto, chitarra e voce, con accompagnamento del quartetto d'archi Carducci String Quartet e arrangiamento orchestrale di John O'Hara.
Nel mese di maggio 2020 dichiara di essere affetto da broncopneumopatia cronica ostruttiva.

## Band solista
- Ian Anderson - voce, flauti, chitarra folk, armonica a bocca, bouzouki, mandolino
- Florian Opahle - chitarra elettrica, chitarra folk
- John O'Hara - tastiera
- David Goodier - basso
- James Duncan / Scott Hammond - batteria, percussioni
- Ryan O'Donnell - voce secondaria

## Discografia solista

### Album in studio
- 1983 – Walk Into Light
- 1995 – Divinities: Twelve Dances with God
- 2000 – The Secret Language of Birds
- 2003 – Rupi's Dance
- 2012 – Thick as a Brick 2
- 2014 – Homo Erraticus
- 2017 – Jethro Tull - The String Quartets con Carducci String Quartet

### Album dal vivo
- 2005 – Ian Anderson Plays the Orchestral Jethro Tull
- 2014 – Thick as a Brick - Live in Iceland

## Galleria d'immagini

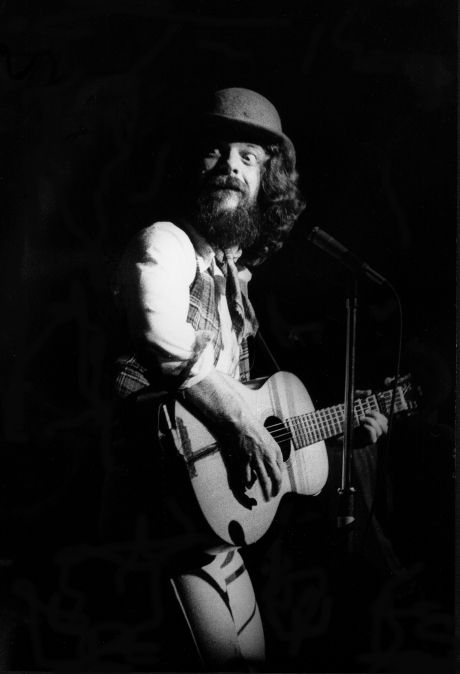
Ian Anderson all'Hammersmith Odeon di Londra marzo 1978
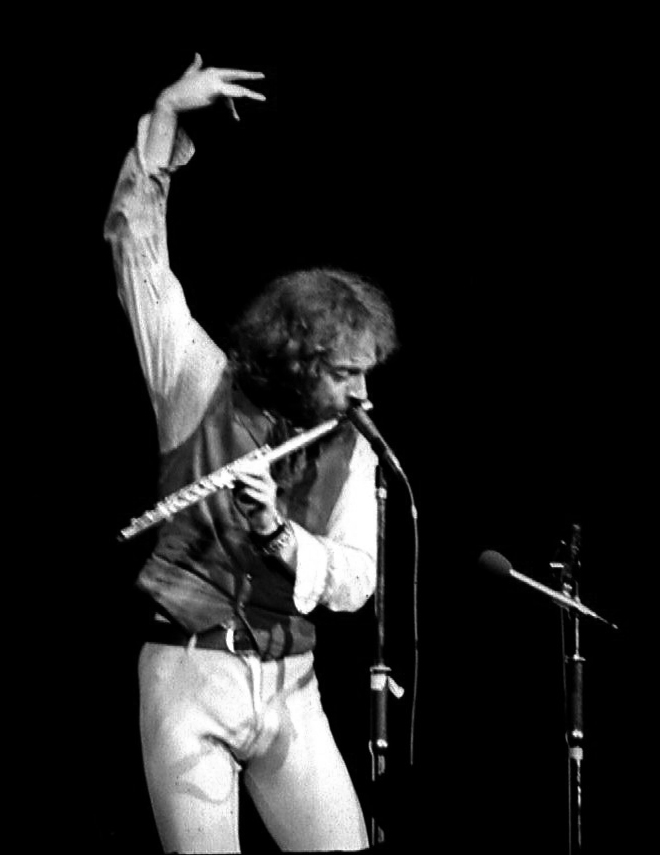
Ian Anderson ai Maple Leaf Gardens di Toronto, Canada 24 marzo 1977